# Protein Data Bank
Protein Data Bank este o bază de date ce conține informații legate de molecule biologice, precum proteine și acizi nucleici. Datele, de obicei obținute prin cristalografie cu raze X, spectroscopie RMN sau microscopie crio-electronică, sunt încărcate de biologi și biochimiști din toată lumea, iar informația este liberă.